# Teatro Gayarre

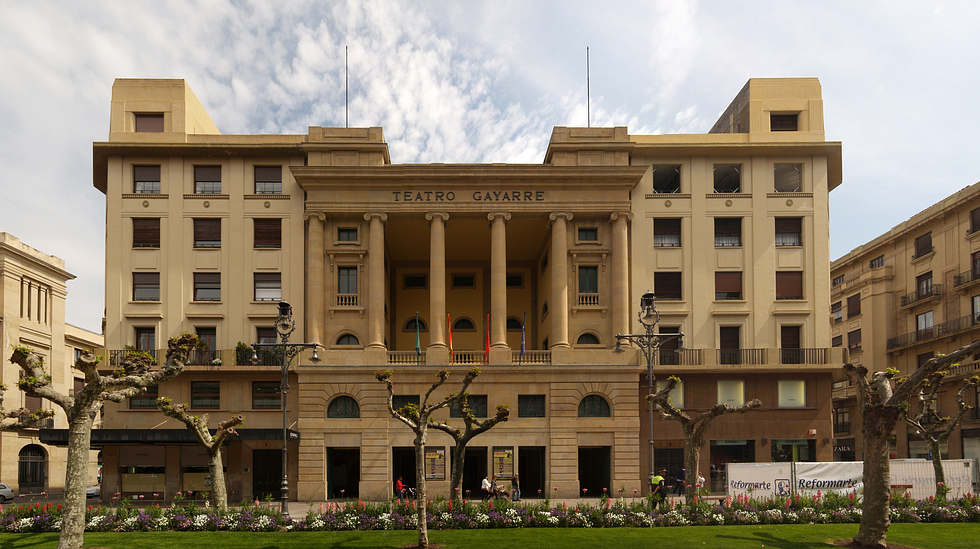
Vista integral da fachada

O Teatro Gayarre é um edifício de Pamplona, capital da Comunidade Foral de Navarra, Espanha, construído em 1932 e situado na Avenida Carlos III, no bairro do Segundo Ensanche.
A origem do teatro remonta a 1839, quando foi edificado o Teatro Principal na Praça da Constituição (atualmente Praça do Castelo). O Teatro Principal fechava o lado sul daquela praça, juntamente com o Palácio da Deputação (atual Palácio de Navarra). Ambos os edifícios foram construídos nos terrenos do antigo convento das Carmelitas Descalças que tinha sido desamortizado pouco antes. O projeto do antigo teatro foi da autoria de Pedro Manuel Ugartemendía, embora a fachada fosse de José de Nagusia, que também dirigiu a obra. O Teatro Principal substituiu o antigo Patio y Casa de Comedias, situado na rua do mesmo nome desde 1608.
O nome do teatro foi mudado em 1903 para o atual em honra do tenor Julián Gayarre, natural da localidade vizinha de Roncal. O teatro foi demolido em 1931, quando se abriu a Praça do Castelo em direção a sul, criando a Avenida Carlos III, conservando-se apenas a fachada, a qual foi transladada para a nova localização. Parte do interesse arquitetónico foi perdido com a mudança, nomeadamente com o desaprecimento do frontão clássico. O novo edifício é da autoria de Javier Yárnoz, que ganhou o concurso lançado pelo Ayuntamiento de Pamplona (administração do município) em 1929. Foi inaugurado em 3 de maio de 1932.
O teatro é propriedade do município. Entre 1931 e 1942 a exploração esteve a cargo da empresa que o construiu, a Erroz y San Martín. Depois disso a gestão ficou a cargo da Sociedad Anónima Inmobiliaria de Espectáculos (SAIDE). Em 1953, ante a necessidade de reformas urgentes, essa sociedade acedeu em suportar os gastos das obras e foi assinado outro contrato de exploração que deveria ter terminado em 3 de maio de 2003. No entanto, o governo municipal decidiu terminar o contrato cinco anos antes, passando a gestão para a Fundação Municipal Teatro Gayarre. Desde então que foram efetuadas obras importantes de acondicionamento.
A Fundação Municipal Teatro Gayarre é presidida pela alcaidesa de Pamplona e cinco vogais, atuando um deles como vice-presidente, um por cada grupo político eleito para o ayuntamiento.